# سجيانو
سجيانو بلدية (بلدية) في مقاطعة غروسيتو في منطقة توسكانا الإيطالية، وتقع على بعد حوالي 100 كيلومتر (62 ميل) جنوب فلورنسا، وحوالي 40 كيلومتر (25 ميل) شمال شرق غروسيتو.
يقع المركز على سفوح التلال الشمالية الغربية لمونتي أمياتا في موقع مهيمن فيما يتعلق بالمسار الأساسي لنهر أورسيا وروافده، فيفو وإنت.
يقع سجيانو على حدود البلديات التالية: أباديا سان سالفاتور وكاستل ديل بيانو وكاستيجليون دورشيا.
بالقرب من سجيانو توجد "جياردينو دي دانيال سبوري"، وهي حديقة منحوتة للفنان دانيال سبوري.

## إِقلِيم
تبلغ مساحة البلدية أقل من 50 كيلومتر مربع (19 ميل2)، بين المنحدرات الشمالية الغربية للكتلة الصخرية البركانية لمونتي أمياتا وقسم من فال دورسيا، وهي النقطة التي تزحف عندها من مقاطعة سيينا باتجاه إقليم غروسيتو. يحدها من الشمال بلدية Castiglione d'Orcia ومقاطعة سيينا، في الشرق مع نفس المقاطعة وبلدية أباديا سان سالفاتور، بينما تحدها من الجنوب والغرب بلدة كاستل ديل بيانو.
باستثناء الوحدات ذات التلال المنخفضة بالقرب من قيعان الأنهار، تمتد المنطقة بشكل رئيسي في التلال والجبل، لكن التعرض الجيد يسمح بزراعة نوع من الزيتون، أوليفاسترا سيجيانيز، الذي يُدعى إلى مرتفعات الجبال المنخفضة، ويمكّن من الإنتاج زيت ذو جودة ممتازة.

## تاريخ
تم بناء المركز في أوائل القرن العاشر كملك لدير سان سالفاتور آل مونتي أمياتا، والذي منح حقوق دير القديس أنتيمو بألف عام.
حكم سجيانو من سيينا بدءًا من النصف الثاني من القرن الثالث عشر، والذي مارس من خلاله تأثيرات قوية على Salimbeni الأسرة حتى القرن الرابع عشر والخامس عشر وما بعده Ugurgeri. في عام 1555، أصبحت المدينة جزءًا من دوقية توسكانا الكبرى.

## حكومة

### قائمة العمد
| عمدة          | بداية الفصل الدراسي | نهاية المدة           | حزب                  |
| ------------- | ------------------- | --------------------- | -------------------- |
| سيرجيو موناسي | 1995                | 2004                  | مستقل ( يمين الوسط ) |
| دانييل روسي   | 2004                | 2014                  | مستقل ( يسار الوسط ) |
| جيانبيرو سيكو | 2014                | 2019                  | سيفيك                |
| دانييل روسي   | 2019                | مايجب في الوضع الراهن | مستقل ( يسار الوسط ) |

## ثقافة
- يوجد داخل مبنى البلدية مركز توثيق التراث الثقافي على الأرض الدائمة، حيث يمكنك الحصول على معلومات حول الأعمال الفنية التي يمكنك زيارتها في المدينة، بما في ذلك Madonna and Child Santi of Master of Panzano وعملين من مدرسة الإخوة ناسيني .
- يقع Giardino di Daniel Spoerri على بعد بضعة كيلومترات من القرية، وهو عبارة عن حديقة ومتحف ذات مناظر خلابة أنشأها فنان سويسري، حيث توجد العديد من منحوتاته مدمجة جيدًا في البيئة.

### Olearie (مهرجان النفط)
في شهر ديسمبر، يقام مهرجان الزيتون التقليدي حيث يمكنك طعم المنتجات المحلية وزيارة المعالم التاريخية في البلاد، بما في ذلك الطاحونة القديمة التي جددت مؤخرًا وافتتحت للجمهور. علاوة على ذلك، يستضيف قاعة المدينة العديد من المؤتمرات حول موضوع الطعام.

## المعالم السياحية الرئيسية

### المركز التاريخي
يمكن تتبع أصول العصور الوسطى في الجدران المبنية، في جزء كبير منها، الجدران الخارجية لبعض المباني، ويمكن الوصول إلى القرية من خلال ثلاثة أبواب: بورتا دي سان جيرفاسيو، بورتا ديجلي أزوليني وبورتا ديل ميركاتو.

### صهريج
هو جامع قديم لمياه الأمطار، تم تجديده مؤخرًا، ويقع في وسط المدينة. تم تصميم الجزء الداخلي من هذا المبنى القديم بحيث يقبل نبتة زيتون مدعومة بكابلات فولاذية تغذي بخار الماء.

### العمارة الدينية
- سان بارتولوميو: كنيسة من القرن الثالث عشر، أعيد بناؤها على مر القرون. تحتوي الكنيسة على صحن وممرين، وتضم مذبحًا يعود تاريخه إلى القرن الرابع عشر يُنسب إلى بولجاريني ، وينسب البعض الآخر إلى Ugolino Lorenzetti، فضلاً عن اللوحات الجدارية من القرن السادس عشر.
- Chiesa della Compagnia del Corpus Domini :

يشمل سان برناردينو بعد النقل داخل الضريح، مع أشياء تخص القديس، والتي كانت محفوظة سابقًا في دير كولومبايو، في الداخل توضع بعض اللوحات التي تصور القديسين.
- سان روكو: مصلى من القرن الخامس عشر، بُني مقابل أسوار المدينة، ويحتوي على لوحات جدارية لجيرولامو دي دومينيكو.
- ضريح سيدة المحبة: كنيسة من عصر النهضة عند سفح البلاد وتم ترميمها في فترات لاحقة. الواجهة في الأسلوب هي القصبة الهوائية الباروك. السمة المميزة هي قبة الطوب. للكنيسة لوحة جصية موضوعة على بوابة البشارة، بينما يوجد بالداخل عدة مذابح.
- دير كولومبايو: يقع الدير بالقرب من قلعة بوتينتينو، وهو أول دير أسسه الفرنسيسكان في مقاطعة غروسيتو.
- سانتا ماريا في فيلا: كنيسة خارج المدينة مباشرةً بواجهة جملونية وبرج جرس. يضم أيقونة مادونا محاطة بلوحات جدارية من قبل فرانشيسكو ناسيني مع شخصيات الملائكة والقديسين.
- سانت أنتونيو دي بادوفا: كنيسة صغيرة داخل قلعة بوتينتينو

### جيش العمارة
- الجدران سجيانو

أنشأت القرية من القرن العاشر، وتحديد وإحاطة قرية القرون الوسطى بأسرها، والتي يمكن الوصول إليها من خلال أحد الأبواب الثلاثة التي تفتح على طول الجدران.
- قلعة بوتينتينو

هي قلعة من القرون الوسطى تقع على بعد أميال قليلة في اتجاه شمال غرب البلاد. القلعة، التي تظهر عليها علامات إعادة هيكلة عصر النهضة، هي موطن لمزرعة شهيرة ومزرعة كرم يملكها ورثة الكاتب البريطاني جراهام جرين.

## روابط خارجية
- جياردينو دي دانيال سبوري
- جذور Seggiano ، الموقع الرسمي للترويج للمنطقة ، باللغة الإيطالية